# HD 18482
HD 18482，又名BD+40 639，SAO 38492、HR 886，是一颗恒星，视星等为5.89，位于銀經147.5，銀緯-15.64，其B1900.0坐标为赤經2h 53m 12s，赤緯+40° -15.64′ 4″。